# Chelanops skottsbergi
Espèce
Synonymes
- Stigmachernes skottsbergi Beier, 1957

Chelanops skottsbergi est une espèce de pseudoscorpions de la famille des Chernetidae.

## Distribution
Cette espèce est endémique de l'archipel Juan Fernández au Chili. Elle se rencontre sur l'île Alejandro Selkirk.

## Description
Les mâles mesurent de 2,5 à 2,7 mm et les femelles de 3 à 3,2 mm.

## Étymologie
Cette espèce est nommée en l'honneur de Carl Skottsberg.

## Publication originale
- Beier, 1957 : Los Insectos de las Islas Juan Fernandez. 37. Die Pseudoscorpioniden-Fauna der Juan-Fernandez-Inseln (Arachnida Pseudoscorpionida). Revista Chilena de Entomología, vol. 5, p. 451-464 (texte intégral).